# 陈海云
陈海云（1973年9月6日—），中国退役女子手球运动员。曾代表中国国家队参加1996年夏季奥林匹克运动会女子手球比赛，最终队伍获得第五名。